# In-quarto

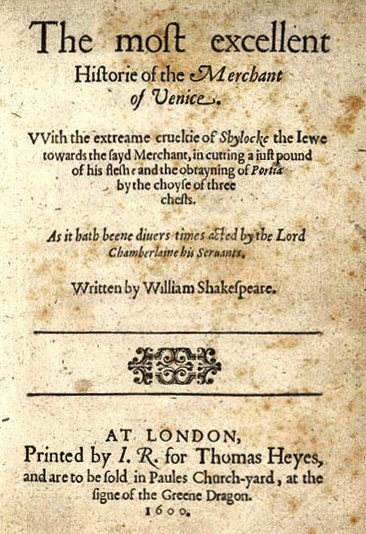
Couverture de la première édition du Marchand de Venise de William Shakespeare, in-quarto (1600)

L’in-quarto, également noté in-4o ou in 4, est une forme de livre où la feuille imprimée a été pliée deux fois (une dans chaque direction), donnant ainsi quatre feuillets soit huit pages. L’in-quarto est plus ou moins grand, selon l’étendue de la feuille. 
Aux XVIIe et XVIIIe siècles, le in-quarto a un format voisin de A4. Il s’agit d’un format plus « riche » que les formats plus petits (in-octavo, in-duodecimo, etc.), destiné à des éditions plus prestigieuses. Il était courant qu’une même œuvre à grand rayonnement soit publiée en in-4o et en in-12.

## Quelques éditions renommées enin-quarto
- Œuvres complètes de Voltaire, Genève, 1768
- Deuxième édition de l’Encyclopédie ou Dictionnaire raisonné des sciences, des arts et des métiers de Diderot et d’Alembert, Genève, chez Pellet, 1777 à 1779 (l’édition originale est in-folio, donc avec des pages deux fois plus grandes)